# پایین برای تو
پایین برای تو (به انگلیسی: Down to You) فیلمی محصول سال ۲۰۰۰ و به کارگردانی کریس ایساکسون است. در این فیلم بازیگرانی همچون فردی پرینز، جولیا استایلز، سلما بلر، اشتون کوچر، شان هاتوسی، زاک اورث، رزاریو داوسون، لوسی آرناز، هنری وینکلر، آدام کارولا و جیمی کیمل ایفای نقش کرده‌اند.